# Franz Lang (Polizist)
Franz Lang (* 14. November 1958 in Eben im Pongau) war bis November 2020 Direktor des österreichischen Bundeskriminalamts und geschäftsführender Generaldirektor für die öffentliche Sicherheit.

## Leben
Lang legte im Jahr 1977 die Matura ab und absolvierte danach beim Bundesheer seinen Grundwehrdienst. Daran anschließend folgten Auslandseinsätze beim Heer im Nahen Osten und Ostafrika. Er entschied sich zunächst für eine akademische Laufbahn und begann das Studium der Rechtswissenschaft. Jedoch brach er dieses in weiterer Folge ab und trat, wie sein Vater, in den Dienst der Gendarmerie. Die Grundausbildung begann im Jahr 1979. Nach mehrjährigem Dienst als eingeteilter Beamter absolvierte er im Jahr 1987 den Kurs zum leitenden Beamten („Offizierskurs“). Im Jahr 1989 wurde er dem Bezirksgendarmeriekommando Hallein zugeteilt. Das Jahr 1994 brachte ihm eine Beförderung zum stellvertretenden Leiter der Kriminalabteilung des Landesgendarmeriekommandos für Salzburg, dessen Leiter er im Jahr 2000 wurde.
Einer breiten Öffentlichkeit wurde Lang als Koordinator und Leiter der Ermittlungen im Fall der Brandkatastrophe der Gletscherbahn Kaprun am 11. November 2000 mit 155 Toten bekannt. Durch dieses Ereignis wurde auch der damalige Innenminister Ernst Strasser auf Lang aufmerksam, welcher ihn im Jahr 2003 zum Leiter des „team04“ bestellte. Dieses Gremium des Innenministeriums war für die Umsetzung der Zusammenlegung von Bundesgendarmerie, Bundessicherheitswachekorps und Kriminalbeamtenkorps zuständig, welche in der Zusammenführung der Wachkörper im Juli 2005 gipfelte. Noch im selben Jahr wurde Lang zum stellvertretenden Leiter der Generaldirektion für die öffentliche Sicherheit von Innenministerin Liese Prokop ernannt.
Anfang 2008 wurde bekannt gegeben, dass Lang dem langjährigen Leiter des Bundeskriminalamts, Herwig Haidinger, nachfolgen wird. Dessen Vertrag war nicht, wie sonst üblich, verlängert worden. Infolgedessen kam es zu Anschuldigungen Haidingers gegen hohe Beamte und Politiker des Innenministeriums, welche in einem parlamentarischen Untersuchungsausschuss mündeten. Am 1. Juli 2008, dem Tag, an dem Lang sein Amt als BK-Direktor antreten sollte, wurde er von der am selben Tag angelobten neuen Innenministerin Maria Fekter zu deren Kabinettschef ernannt. Das BK wurde somit bis Dezember 2008 von deren stellvertretenden Leiterin Andrea Raninger geführt.
Im Zuge der COVID-19-Pandemie in Österreich leitete Franz Lang 2020 den Krisenstab, als stellvertretender Direktor des Bundeskriminalamts war Michael Fischer eingesetzt. Nach dessen Wechsel in die Privatwirtschaft wurde mit 1. April 2020 in diese Funktion Gerhard Lang (* um 1966; † 12. Februar 2021) als Nachfolger berufen.
Im November 2020 trat Franz Lang in den Ruhestand.

## Ausbildungen und Auszeichnungen
Franz Lang legte mehrere Fortbildungslehrgänge ab, wie beim deutschen Bundeskriminalamt in Wiesbaden, bei der FBI-Akademie in Quantico sowie bei der Europäischen Polizeiakademie in Münster und Lyon.
Die Arbeit Langs wurde mit zahlreichen Auszeichnungen gewürdigt. Dazu gehören:
- Goldenes Verdienstzeichen der Republik Österreich
- Silbernes Ehrenzeichen für Verdienste um die Republik Österreich
- Silbernes Ehrenzeichen des Landes Salzburg
- Katastrophenschutzmedaille des Landes Salzburg
- Ritter der Französischen Ehrenlegion
- Ehrenzeichen des Landes Salzburg (2023)[7]

## Privates
Lang ist geschieden und Vater von drei Kindern.